# Eduard von Reichenbach
Eduard Graf von Reichenbach (* 10. November 1812 in Olbersdorf, Provinz Schlesien; † 15. Dezember 1869 in Brieg) war ein preußischer Adeliger und demokratischer Politiker während der Revolution von 1848/49.

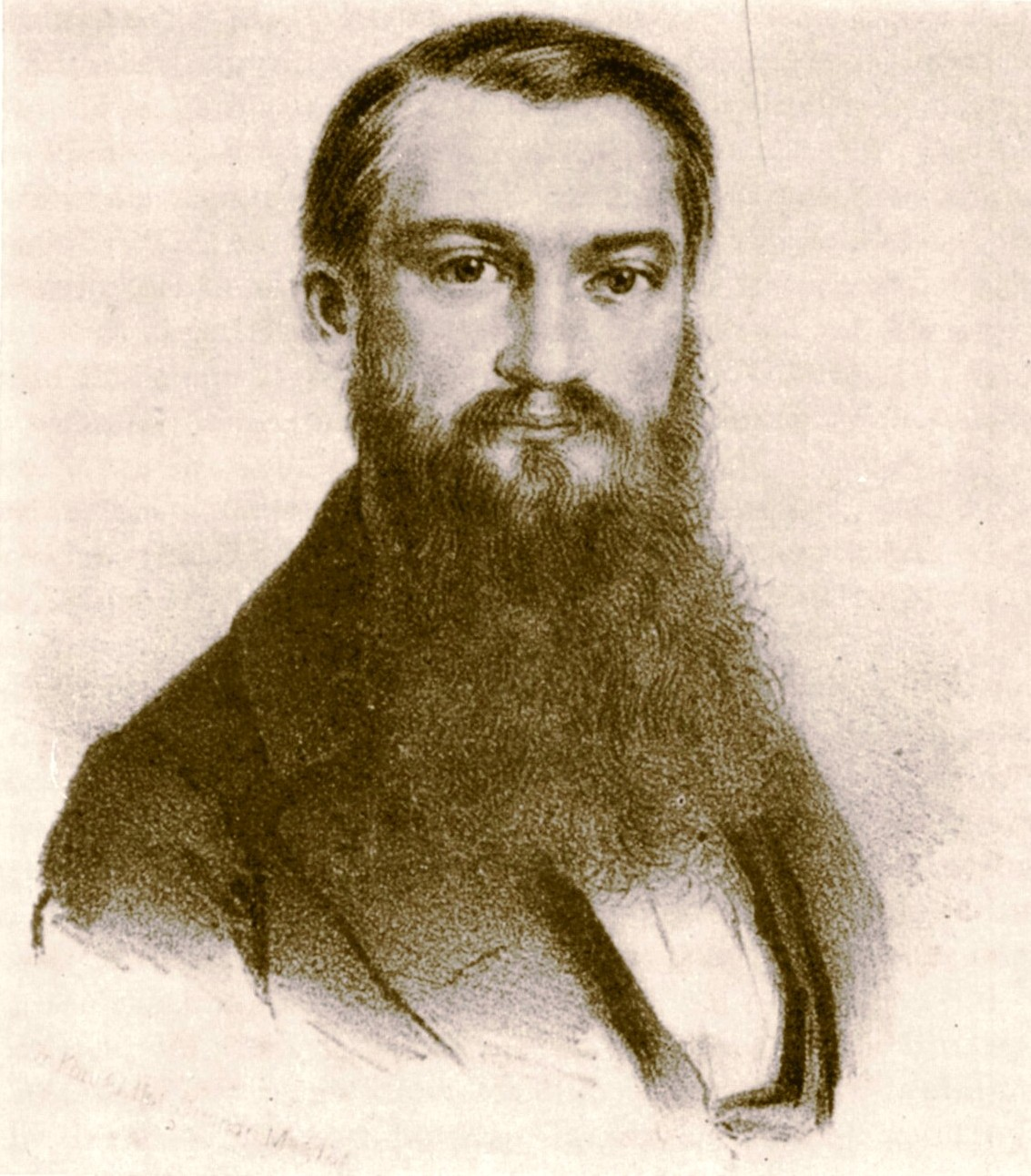
Eduard von Reichenbach, um 1850

## Herkunft und Familie
Die Familie von Reichenbach lässt sich bis ins 13. Jahrhundert zurückverfolgen. Der Vater Heinrich Erdmann Graf Reichenbach (1780–1817) war Rittmeister. Die Mutter Caroline Johanna Elenora (1796–1854) stammte aus dem schlesischen Adelsgeschlecht der Seherr-Thoß. Ein Bruder war Oskar von Reichenbach (1815–1893). Reichenbach selbst heiratete 1835 Bertha (1810–1891), eine Tochter des Grafen Pfeil auf Wiltschütz. Aus dieser Ehe gingen mindestens neun Kinder hervor, darunter der Maler Woldemar von Reichenbach (1845–1914).

## Ausbildung und erste Verhaftung
Von Reichenbach besuchte das Maria-Magdalena-Gymnasium in Breslau. Nach dem Abitur 1831 studierte er Naturwissenschaften mit Schwerpunkt auf Botanik in Breslau und Jena. Während seines Studiums wurde er 1832 Mitglied der Burschenschaft Germania Jena und Mitglied der Alten Breslauer Burschenschaft Arminia. Im Juli 1832 wurde von Reichenbach wegen der Mitgliedschaft in der Burschenschaft Germania exmatrikuliert. Nach dem Frankfurter Wachensturm wurde Reichenbach im Mai 1833 aus politischen Gründen festgenommen und im selben Jahr endgültig von der Universität ausgeschlossen. Wegen seiner führenden Tätigkeit in der Breslauer Burschenschaft wurde von Reichenbach am 17. Dezember 1835 vom Kammergericht in Berlin zu sechs Jahren Festungsarrest verurteilt. Noch vor der Verurteilung erwarb er nach dem erzwungenen Ende seines Studiums 1835 das Gut Waltdorf bei Neiße. Er und die Familie versuchten mit Hinweis auf seine verantwortungsvolle Position als Gutsbesitzer eine Begnadigung zu erreichen. Dies hatte 1836 insoweit Erfolg, dass die Strafe auf ein Jahr verkürzt wurde. Ein Brand auf seinem Gutshof 1837 brachte weitere Vergünstigungen. Zwar musste er zwischen 1837 und 1840 mehrfach für kürzere Zeit ins Gefängnis, konnte sich aber sogar tageweise beurlauben lassen, um den Gutsbetrieb weiter zu leiten.

## Opposition im Vormärz
Nach seiner endgültigen Freilassung gehörte von Reichenbach zum Hallgartenkreis, an dem sich Oppositionelle aus dem gesamten Gebiet des deutschen Bundes beteiligten. Später berichtete Friedrich Daniel Bassermann über seinen Eindruck von Reichenbachs bei dem Treffen in Hallgarten: „Reichenbach fiel mir auf wegen seines Ernstes und seines warmen Ausdrucks tiefer Überzeugung. Seine Erscheinung verriet einen gebildeten Geist, und ich hätte ihn damals nicht der ultrademokratisch-sozialistischen Richtung fähig gehalten, der er sich seitdem ergeben.“ Reichenbach kam durch den Kreis in Kontakt mit Adam von Itzstein, Robert Blum, Friedrich Hecker, Heinrich Simon und Johann Jacoby. Darüber hinaus wurde das Schlösschen von Reichenbachs zu einem Zentrum der liberalen und demokratischen Opposition in Schlesien in den 1840er Jahren. Zahlreiche politische Verfolgte fanden dort Unterstützung. Zu den Gästen gehörten unter anderem Hoffmann von Fallersleben, Johannes Ronge, aber auch Michail Bakunin.
Von Reichenbach war 1844 Initiator einer Adresse zur Unterstützung der Forderungen des badischen Abgeordneten Karl Mathy nach Pressefreiheit. „Mutig voran, treue Badener, Ihr seid nicht allein, immer mehrere werden die Jünger der Wahrheit, und so gewiss Ihr Eures Mathy Antrag zu dem Euren macht, werden wir siegen.“  Nachdem von Fallersleben, Reichenbach und etwa vierzig weitere Personen vielfach Kaufleute oder Handwerker den Aufruf unterschrieben hatten, wurde er polizeilich beschlagnahmt. Auch ermittelten die Behörden gegen von Reichenbach wegen der Unterstützung der polnischen Nationalbewegung.
Von Reichenbach schrieb in den Sächsischen Vaterlands-Blättern von Robert Blum und nutzte seine Position für oppositionelle Tätigkeit. Bereits in den 1840er Jahren betrachtete er sich als Demokrat und Republikaner. Als Rittergutsbesitzer Mitglied des Kreistages im Kreis Neiße kritisierte er dort das Handeln der Regierung. Offenbar war von Reichenbach nicht politisch isoliert. Dafür spricht seine Wahl zum Landesältesten und zum Mitglied des Direktoriums der Neiße-Grottkauer Eisenbahngesellschaft sowie 1847 zum Direktor der Neiße-Grottkauer Fürstentumslandschaft, zu dem die Regierung ihre Bestätigung allerdings verweigerte, gewählt wurde. Viele abhängige Bauern wandten sich an von Reichenbach, damit dieser ihnen bei den Dienstablösungsverfahren Rechtsbeistand leistete. Die preußische Regierung schätzte ihn als einen großen Demagogen ein, der einen Anhang von vielen Tausenden hätte. Friedrich Wilhelm IV. selbst forderte den „Jakobiner Reichenbach (…) schleunigst in Haft zu bringen.“ Vor diesem Hintergrund wurde von Reichenbach auch die Stellung als Mitglied des schlesischen Provinziallandtages 1846 nicht bestätigt. Auch zum Vereinigten Landtag 1847 wurde er nicht zugelassen. Unter anderem David Hansemann nutzte dies Vorgehen der Regierung zu Kritik an der obrigkeitlichen Willkür.

## Wirken während der Revolution von 1848/49
Unmittelbar nach Beginn der Märzrevolution von 1848 hielten von Reichenbach und andere Redner am 18. März und einige Tage später auf dem Marktplatz von Breslau Ansprachen. Unter anderem beschloss die Menge den Rücktritt des Oberpräsidenten von Wedell zu fordern. Von Reichenbach gehörte zu der Delegation, die dem Magistrat die Forderungen überbrachte. Da einige der kritisierten Beamten die Flucht ergriffen, wurde von Reichenbach bejubelt. In der Folge wurde er Mitglied im von Liberalen und Demokraten getragenen Sicherheitsausschuss von Breslau. Diesem gelang es, die Lage in der Stadt zu stabilisieren. Trotz seiner politisch radikaleren Ziele arbeitete er dabei mit liberalen Politikern zusammen, um unkontrollierbare Unruhen zu verhindern.

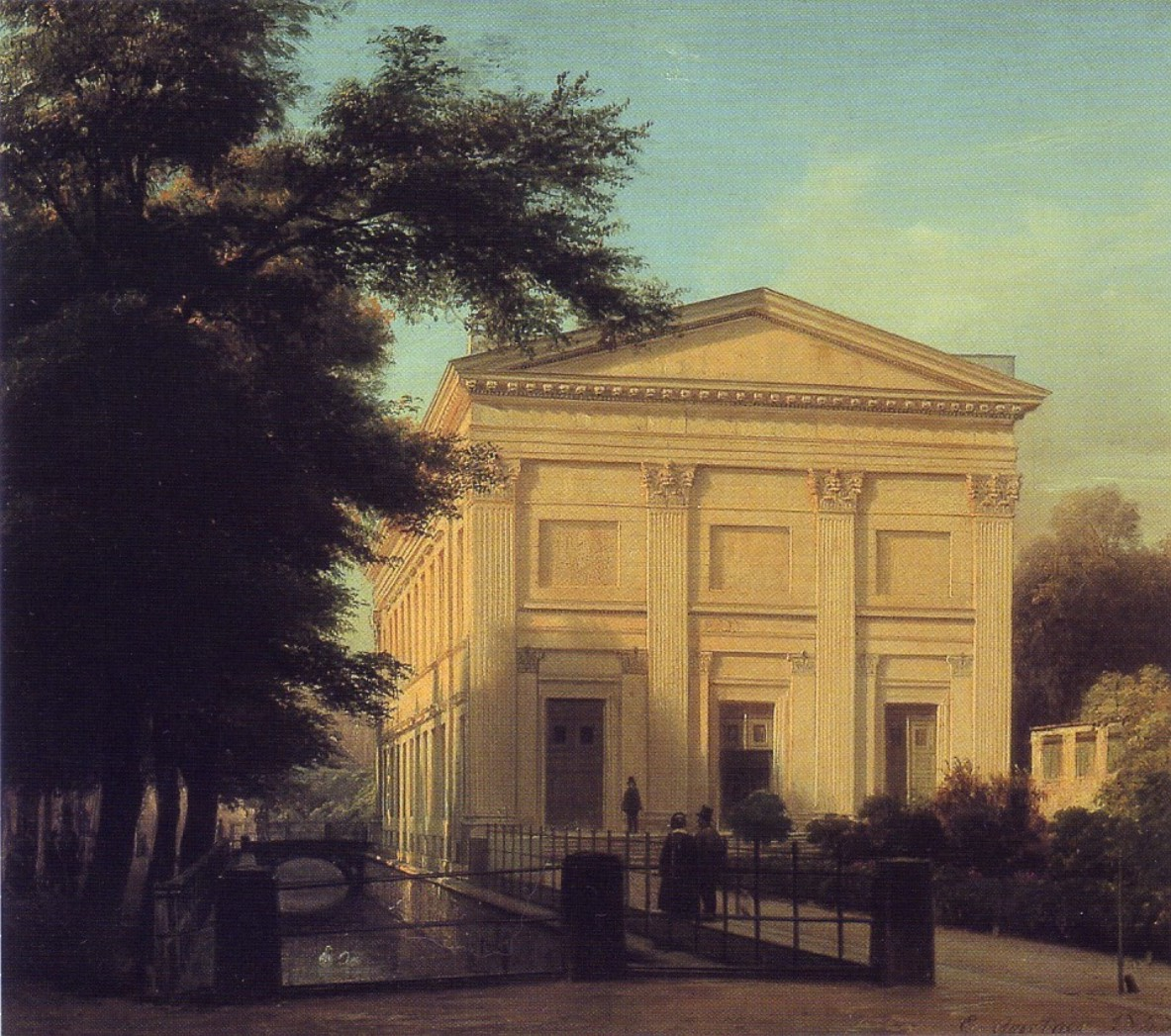
Sing-Akademie zu Berlin (Gemälde von 1843) – Tagungsort der Nationalversammlung 1848

Von Reichenbach war Mitglied des Vorparlaments in Frankfurt. Dort gehörte er zur Linken und sprach sich für die Permanenz der Versammlung bis zum Zusammentritt der Frankfurter Nationalversammlung aus. Allerdings wandte er sich gegen weitergehende Forderungen von Friedrich Hecker und Gustav Struve. Nach seiner Rückkehr aus Frankfurt wurde Reichenbach zu einem führenden Mitglied des demokratischen Vereins in Breslau, der im Vorfeld zu den Wahlen zur preußischen und Frankfurter Nationalversammlung um die Wähler warb. Reichenbach selbst versuchte vor allem Landarbeiter und Kleinbesitzer zu erreichen.
Reichenbach wurde bei den Wahlen zur preußischen Nationalversammlung gleich in zwei Wahlkreisen gewählt. Er war der einzige Gutsbesitzer der Provinz Schlesien, der ins Berliner Parlament gewählt wurde. Auch in Berlin schloss er sich der Linken an. Dort war er Mitglied der Mandatsprüfungskommission, inhaltlich kümmerte er sich vor allem um die Agrarverhältnisse. Er war einer derjenigen, die den Antrag einbrachten, das Jagdprivileg der Gutsherren entschädigungslos aufzuheben und Frondienste abzuschaffen. Auch an anderen Debatten beteiligte sich von Reichenbach aktiv. Allerdings gehörte er nicht zu den wirklich führenden Köpfen der Linken. Die gegen Ende des Sommers von 1848 immer deutlicher erstarkenden gegenrevolutionären Kräfte, ließen bei der Linken und auch bei von Reichenbach den Gedanken an eine zweite Revolution aufkommen. Dafür warb er in einem offenen Brief an seine Wähler und versuchte dafür auch persönlich in Schlesien zu werben.
Darüber hinaus war von Reichenbach daran beteiligt, das Vorgehen der Demokraten der Berliner und Frankfurter Nationalversammlung zu koordinieren. Allerdings zeigten die spontanen Unruhen im September 1848, dass die Linke keineswegs fähig war, die Ereignisse zu steuern. Die Abgeordneten verstärkten daraufhin die Versuche zur Zusammenarbeit. Reichenbach beteiligte sich am so genannten Gegenparlament und Ende Oktober am zweiten Demokratenkongress in Berlin. Dort wurde er neben Carl d’Ester in den Zentralausschuss der demokratischen Vereine gewählt. Aber nur kurze Zeit später begann mit der Einsetzung der Regierung Brandenburg und der Verlegung der Nationalversammlung die Gegenrevolution. Während die Mehrheit auch der Linken gewaltsamen Widerstand ablehnte, gehörte von Reichenbach zu denjenigen, die einen solchen Schritt befürworteten. Er versuchte in der Provinz nicht nur für die Steuerverweigerungskampagne des Parlaments, sondern letztlich vergeblich auch für weitergehende Maßnahmen zu werben. In der folgenden Zeit versuchte von Reichenbach durch Artikel für seine Sache zu werben. Während der Reichsverfassungskampagne spielte der Zentralausschuss und von Reichenbach keine Rolle mehr.

## Nach der Revolution
Nach dem Ende der Revolution wurde von Reichenbach nicht verhaftet, lebte aber politisch isoliert auf seinem Gut. Seine wirtschaftliche Lage war schwierig, weil seine Pächter nur unregelmäßig ihre Pacht zahlten. Daneben versuchte er auch während der Reaktionsära den Kontakt zu anderen Demokraten aufrechtzuerhalten. Mit dem Nachlassen der Reaktion begann er auch wieder öffentlich für seine Sache einzutreten. Im Jahr 1863 schließlich zog er als Abgeordneter der Fortschrittspartei in das preußische Abgeordnetenhaus ein.

## Werke
- Proklamation.  gez. „Die Volks-Deputation Eduard Graf Reichenbach, A. Semrau, M. May, Pelz, Arbeiter“. In: Karl Obermann: Flugblätter der Revolution. Eine Flugblattsammlung zur Geschichte der Revolution von 1848/49 in Deutschland. Deutscher Verlag der Wissenschaften, Berlin 1970, S. 106–107.
- Aufruf.  gez. „Eduard Graf Reichenbach, zu Waltdorf bei Neisse“. In: Karl Obermann: Flugblätter der Revolution. Eine Flugblattsammlung zur Geschichte der Revolution von 1848/49 in Deutschland. Deutscher Verlag der Wissenschaften, Berlin 1970, S. 214–215.
- Die oktroyierte Verfassung. In: Frankensteiner Wochenblatt vom 24. Januar 1849.
- Arbeiter. In: Frankensteiner Wochenblatt von 28. Februar 1849.
- Zur Grundsteuer-Regulirungs-Frage. Schletter, Breslau 1859. Staatsbibliothek zu Berlin
- Betrachtungen eines evangelischen Christen über das Eindringen der Freimaurer in den hohen Rath der Kirchen in Preußen. Poritt, Hamburg 1860.